# Stephan Ehses
Stephan Ehses (* 9. Dezember 1855 in Zeltingen (Mosel); † 19. Januar 1926 in Rom) war ein deutscher römisch-katholischer Pfarrer, Kirchenhistoriker, Prälat und Direktor des Römischen Instituts der Görres-Gesellschaft von 1895 bis 1926.

## Leben
Stephan Ehses wurde 1855 als Sohn einer wohlhabenden Winzerfamilie in Zeltingen an der Mosel geboren und auf den Namen des Patrons der Pfarrgemeinde Zeltingen, den hl. Stephanus, getauft. Gemeinsam mit seinem Vetter Franz ging er – wie vorher schon sein Bruder Karl – als Konviktsschüler nach Trier und besuchte dort das Königliche Gymnasium, wo er 1876 das Abitur machte. Da das Trierer Priesterseminar wegen des Preußischen Kulturkampfes geschlossen war, ging er zum Studium an die Universität Würzburg. Dort wurde er 1881 mit einer Studie über die Geschichte des Bayerisch-Pfälzischen Erbfolgekrieges zum Doktor der Philosophie promoviert. Im selben Jahr veröffentlichte er eine Arbeit über die sogenannten Packschen Händel, ein Ereignis der Reformationsgeschichte, die nicht ohne Widerspruch blieb. Ehses bearbeitete das Thema weiter und veröffentlichte fünf Jahre später eine Replik an seine Gegner. Während seines Studiums wurde er 1876 Mitglied der KDStV Markomannia Würzburg im CV.
Nach Beendigung seines Studiums in Würzburg trat Ehses – wie damals viele Priesteramtskandidaten aus den preußischen Ländern und die meisten Trierer Theologiestudenten – in das Priesterseminar Eichstätt ein und erhielt am 15. Juli 1883, gemeinsam mit seinem Vetter Franz Ehses, im Eichstätter Dom die Priesterweihe. Da eine Tätigkeit als Seelsorger in seiner Heimatdiözese Trier wegen der Kulturkampfgesetzgebung nicht möglich war, ging Ehses schon bald nach seiner Priesterweihe als Kaplan an das Campo Santo Teutonico in Rom und setzte dort seine historischen Studien fort, bis ihn Bischof Michael Felix Korum wegen des großen Priestermangels nach Trier zurückrief. Im Oktober 1885 übernahm Ehses die Kaplansstelle in Koblenz-Ehrenbreitstein und 1887 in Koblenz-Liebfrauen. 1891 wurde er zur Fortsetzung der historischen Studien nach Rom beurlaubt, 1893 Pfarrer in Karweiler und 1895 wieder nach Rom beurlaubt. Am 1. Januar 1895 wurde er dort als Nachfolger des Gründers Johann Peter Kirsch, dessen Sekretär er bereits seit 1891 gewesen war, Direktor des Römischen Institutes der Görres-Gesellschaft. Von 1897 bis 1906 war er auch Redakteur des historischen Teils der Römischen Quartalsschrift für christliche Altertumskunde und Kirchengeschichte.
Nach dem Eintritt Italiens in den Ersten Weltkrieg 1915 musste Ehses, wie viele deutsche Staatsbürger, Italien verlassen. Nach verschiedenen Tätigkeiten in Berlin, Bonn und München wurde er 1920 Rektor des Katholischen Waisenhauses in Boppard. Anfang November 1925 kehrte er nach Rom zurück, starb dort aber schon im Januar 1926, wohl infolge seiner Zuckerkrankheit. Er wurde auf dem Campo Santo Teutonico in Rom beigesetzt.
Stephan Ehses war jahrzehntelang wissenschaftlich (historisch) tätig. Sein Schriftenverzeichnis umfasst 124 Publikationen, vor allem zur Kirchengeschichte des 16. Jahrhunderts. Seine bedeutendsten wissenschaftlichen Leistungen sind die Veröffentlichungen auf dem Gebiet der Nuntiaturgeschichte und die Edition der Verhandlungsprotokolle der 1. und 3. Periode des Trienter Konzils (1545–1563), von denen er in den Jahren 1903 bis 1924 trotz Weltkrieg und Inflation vier umfangreiche Bände (IV, V, VIII und IX) besorgte.
Die Universität Münster promovierte Ehses zum Dr. theol. h.c; 1897 wurde er zum Päpstlichen Geheimkämmerer, 1902 zum Päpstlichen Hausprälaten, 1904 zum Apostolischen Protonotar und 1911 zum Zensor der Academia Canonica Vaticana ernannt.

## Schriften
(vollständiges Verzeichnis der Publikationen in Ries, ArchmrKG 7 (1955), S. 402–408)
- Römische Dokumente zur Geschichte der Ehescheidung Heinrichs VIII. In: Quellen und Forschungen der Görresgesellschaft II, Paderborn 1893.
- Nuntiaturberichte aus Deutschland: Kölner Nuntiatur 1584–90., 2 Bände, ibid. IV (1895) und V (1899).
- Concilium Tridentinum: diariorum, actorum, epistolarum, tractatuum nova collectio IV, V, VIII und IX. Herder, Freiburg im Breisgau 1904–1924.